# Max Candy
Pour les articles homonymes, voir Candy.
Max Candy est un réalisateur de films pornographiques et producteur de cinéma canadien.

## Filmographie partielle
- 2008 : Sexual Adventures of Little Red (Private Media Group)[1]
- 2009 : Ritual (Marc Dorcel/Wicked Pictures)
- 2013 : Inglorious Bitches[2] (Marc Dorcel/Wicked Pictures)
- 2014 : L’Innocente (Marc Dorcel/Wicked Pictures)

## Récompenses et distinctions
- 2007 : Eroticline Award - Best European Film (The Sexual Adventures of Little Red)
- 2007 : Festival international de cinéma érotique de Barcelone - Best Lesbian Film (Girl Girl Studio De Moiré - Private)[3]
- 2009 : Eroticline Award - Best European Film (Ritual - Marc Dorcel/Wicked Pictures)
- 2009 : Hot d'or - Best French Film (Ritual - Marc Dorcel/Wicked Pictures)
- 2010 : AVN Award - Best Foreign Director [4]
- 2013 : AVN Award - Best Director - Foreign Feature (Inglorious Bitches - Marc Dorcel/Wicked)[5]
- 2013 : XBIZ Award - European Director of the Year[6]
- 2013 : XBIZ Award - European Feature Release of the Year (Inglorious Bitches)[7]
- 2013 : XBIZ Award - Parody Release of the Year (Inglorious Bitches)[7]
- 2014 : AVN Award - Best Director - Foreign Feature (The Ingenuous - Marc Dorcel/Wicked) with Michael Ninn[8]
- 2014 : AVN Award - Best Foreign Feature (The Ingenuous - Marc Dorcel/Wicked)[8]

## Source de la traduction
- (en) Cet article est partiellement ou en totalité issu de l’article de Wikipédia en anglais intitulé « Max Candy » (voir la liste des auteurs).